# Povezovalne platforme za podjetja
Povezovalne platfome za podjetja (B2B) so IT rešitve, ki omogočajo povezovanje različnih podjetij na spletu s ciljem trgovanja in povečevanja obsega poslovanja. Najbolj poznane povezovalne platforme so namenjene poslovni trgovini na spletu, kjer ponudba enega podjetja služi potrebi drugega podjetja. Poleg trgovinskih platform, kjer se srečujejo kupci in prodajalci pri trgovanju z izdelki, nastajajo tudi platforme, ki podjetja povezujejo po drugih kriterijih in namenih. 
Tako se lahko v plaformi združujejo podjetja samo iz ene branže ali podjetja, ki imajo skupne vrednote in cilje. Tak primer je povezovalna platforma Circular Change, katere namen je ustvariti mrežo komptenec za uspešno tranzicijo podjetij in družbe v krožno gospodarstvo. Z uporabo platforme tako kupci kot prodajalci prihranijo čas, ki bi ga sicer namenili za iskanje najprimernejših partnerjev ali strank izven spletnega okolja.